# 日和興業
株式会社日和興業（にちわこうぎょう）は、東京都練馬区に本社を置く、観光貸切専業バス事業者。通称は「日和興業バス」。

## 本社
東京都練馬区豊玉中二丁目1-16

## 沿革
- 1977年5月 有限会社として設立。
- 1993年5月 株式会社に組織変更。

## 車両
保有車両はすべて日野製であり、主に中型・小型がメインである。